# Ilha Sabrina

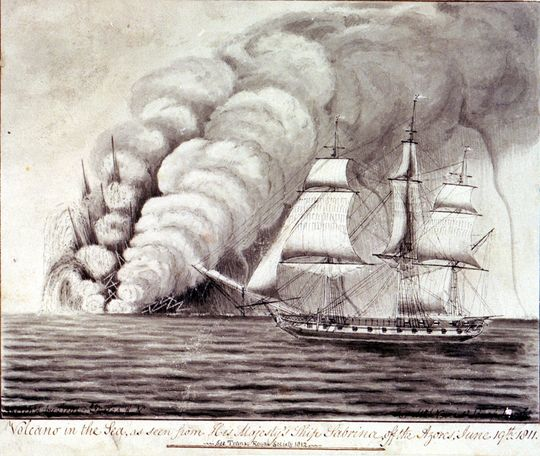
A erupção da ilha Sabrina, desenhada a 19 de junho de 1811, pelo tenente John William Miles, da guarnição do HMS Sabrina. Note-se a tromba de água a ré do navio.

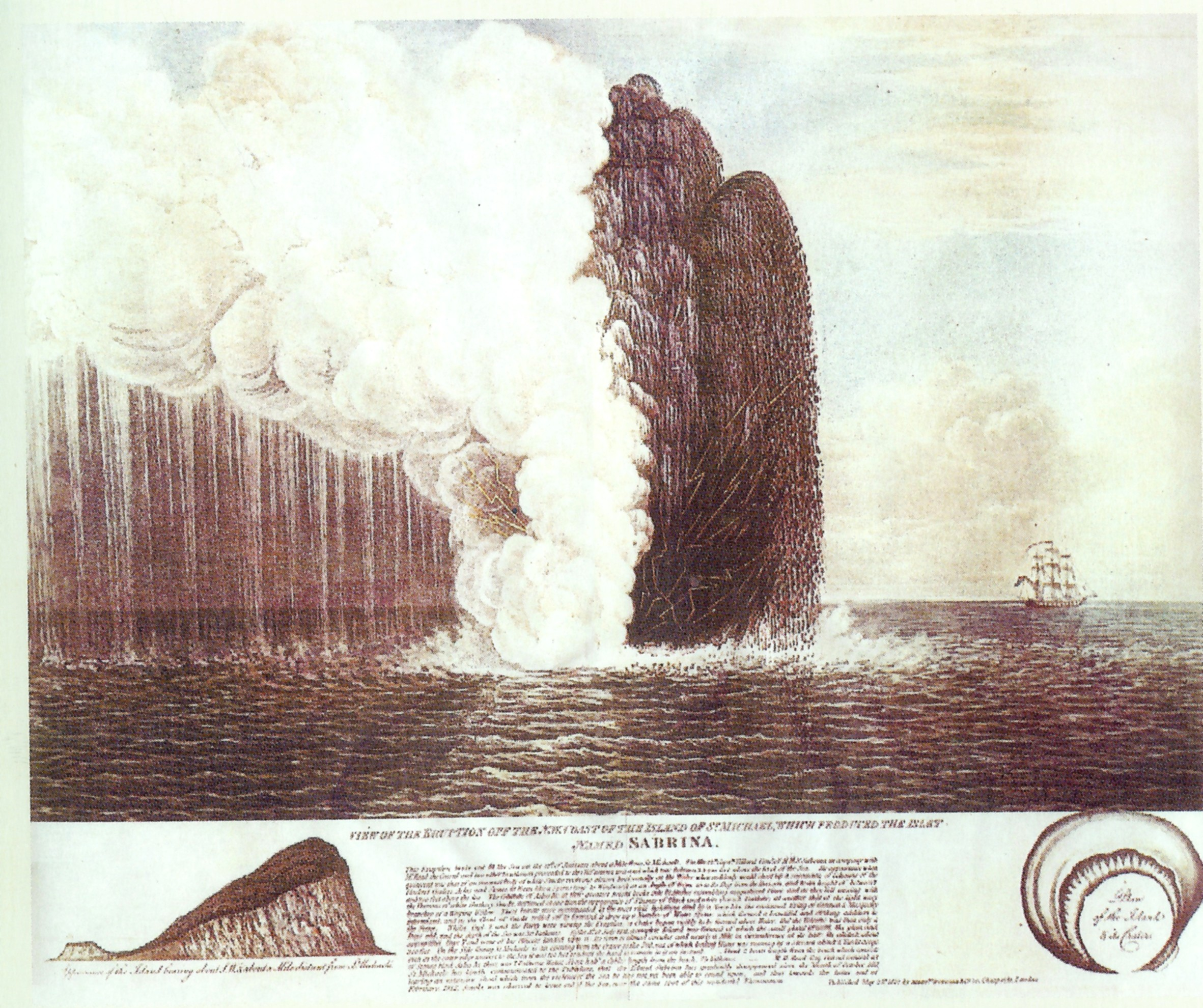
Aguarela mostrando a erupção com o perfil e planta da ilha Sabrina. A abertura do anel estava voltada para a costa de São Miguel.

A ilha Sabrina foi uma pequena ilha formada em Junho e Julho de 1811 por uma erupção vulcânica submarina que ocorreu ao largo da Ponta da Ferraria, na ilha de São Miguel, Açores. A ilha foi primeiro abordada pelo capitão James Tillard, comandante do navio de guerra britânico HMS Sabrina, que lá hasteou a bandeira britânica e a reclamou como território de Sua Majestade Britânica. A ilha desapareceu no decurso daquele ano.

## História
Durante os meses de janeiro e fevereiro de 1811 verificou-se uma prolongada crise sísmica que afectou as povoações sitas no extremo sudoeste da ilha de São Miguel, com destaque para a freguesia dos Ginetes. Nesses meses verificou-se que haveria emissão de gases no mar, frente à Ponta da Ferraria, mas em final de Fevereiro, a actividade tinha cessado.
Em Maio e Junho daquele mesmo ano, a actividade sísmica recrudesceu na zona, fazendo ruir rochedos e arruinando muitas casas. A 10 de junho de 1811, num local sito cerca de 3 milhas náuticas da zona onde se verificara a erupção de Janeiro e a cerca de 2 km da costa, desencadeou-se uma poderosa erupção submarina que em poucos dias criou uma nova ilha ao largo da Ponta da Ferraria, matando muitos peixes.

A erupção, ou antes as erupções, de 1811 foram apenas mais um dos múltiplos eventos eruptivos que têm marcado as faldas do maciço do vulcão das Sete Cidades. Apenas nos cerca de 600 anos decorridos desde o povoamento da ilha de São Miguel verificaram-se erupções submarinas a sudoeste e oeste daquele maciço pelo menos nos anos de 1638, 1682, 1811 e 1981.
A ilhota era de forma circular e tinha cerca de 2 km de perímetro e por volta dos 90 m de altitude máxima, configurando-se, muito à semelhança do ilhéu de Vila Franca, como um anel rebaixado para noroeste, em direcção à vizinha costa da ilha de São Miguel. No interior do anel existia uma laguna de água em ebulição, da qual nascia uma torrente que corria para o mar.
Entretanto, a 12 de junho, a erupção fora avistada pelo HMS Sabrina, uma chalupa britânica construída em 1806, armada com 20 peças, que se encontrava em cruzeiro na zona dos Açores com a missão de vigiar eventuais movimentações de forças francesas em torno daquele arquipélago. O comandante do navio, o capitão James Tillard, julgando tratar-se de fumo proveniente de um combate naval, dirigiu-se para o local, encontrando um cenário bem diferente de uma batalha naval.  A erupção foi por ele descrita, num artigo publicado no volume das Philosophical Transactions of the Royal Society de 1812, como produzindo uma imensa coluna de fumo subindo do oceano que, quando não se verificavam explosões, tinha o aspecto de uma imensa nuvem circular, que se elevava em revolutas irregulares a partir do mar. Essa nuvem subia muito acima do ponto de máxima altura de projecção das cinzas vulcânicas, expandindo-se gradualmente na direcção para onde soprava o vento, de forma quase horizontal, gerando relâmpagos e trombas de água.
Na manhã do dia 13 de junho a HMS Sabrina arribou a Ponta Delgada, tendo o capitão James Tillard desembarcado para visitar o cônsul inglês William Harding Read, sendo então informado dos sismos sentidos na ilha, especialmente na região sudoeste das Sete Cidades, da erupção do ano anterior e das fendas abertas na zona dos Mosteiros, fenómenos que tinham causado pânico na ilha e eram então objecto longas rezas e promessas.
Não existindo condições de vento que permitissem velejar com segurança até à zona da erupção, no dia 14 de junho o capitão James Tillard desembarcou novamente, arranjou cavalos e partiu para os Ginetes, onde observou o fenómeno a partir da costa fronteira ao centro eruptivo. Diz-se que enquanto almoçava junto à costa dos Ginetes, aconteceu um abalo tão violento que derrubou uma parte importante da falésia que lhe estava próxima.
Tendo o vento melhorado, a 15 de junho a HMS Sabrina levantou ferro e foi, ainda de noite, observar o vulcão, não se podendo contudo aproximar por falta de vento.
A 18 de Junho a HMS Sabrina fez nova tentativa de se aproximar da ilha e, numa zona onde as cartas antes assinalavam 40 braças de profundidade, avistaram o topo da cratera à superfície da água. Na altura puderam testemunhar a emissão de grandes blocos de pedra e de muitas cinzas e vapor. Estimaram que em três horas a altura da ilhota que então se formava, e que o capitão James Tillard baptizou com o nome de ilha Sabrina, se tivesse elevado cerca de 10 m acima do nível do mar. No dia seguinte, a ilha Sabrina já tinha cerca de 20 m de altura e cerca de um quilómetro de diâmetro. Apesar do navio se encontrar a mais de 5 km de distância, os aguaceiros que eram gerados pela nuvem formada pela erupção recobriram o navio com uma espessa camada de fina areia negra. 
Não existindo condições de vento que permitissem uma melhor aproximação à ilha, a HMS Sabrina foi fundear no porto de Ponta Delgada, aguardando o desenrolar dos acontecimentos, mas ao que parece planeando, em conjunto com o cônsul, uma expedição que permitisse reclamar soberania britânica sobre a nova ilha. 
Finalmente, quando a 4 de Julho a erupção parou subitamente e cessou o tremor contínuo e pouco acelerado que havia nos Ginetes desde inícios de junho. Com tempo favorável, a HMS Sabrina pôde finalmente aproximar-se da ilha, tendo o capitão James Tillard e o cônsul William Read desembarcado, hasteado a bandeira britânica e tomado posse formal da ilha em nome de Sua Majestade Britânica.
O conflito diplomático desencadeado em torno da soberania sobre ilha foi de curta duração pois o governo português, então refugiado no Rio de Janeiro  e totalmente dependente dos britânicos na sua luta contra os franceses, não estava em condições de apresentar grandes reclamações. 
Felizmente para a parte portuguesa, o assunto acabou por se extinguir naturalmente, pois as ilhas e os ilhéus resultantes da actividade vulcânica submarina têm frequentemente uma existência efémera, uma vez que são destruídas pela acção erosiva do mar, especialmente quando são formadas por níveis incoerentes, não compactados, de tefra. 
Tal foi o caso da ilha Sabrina: formada por escórias basálticas, a ilha apesar de ter atingido cerca de 100 metros de altura, foi rapidamente destruída pela erosão marinha, de modo que, em Outubro de 1811, só restava um baixio na zona onde antes estivera o cone. Não havendo território, não podia existir disputa territorial, e assim ficou encerrado o incidente.
A ilha foi desenhada a 19 de Junho de 1811 pelo tenente John William Miles, da guarnição do HMS Sabrina, cuja obra está disponível no National Maritime Museum, em Greenwich, arredores de Londres. O evento também despertou grande interesse na comunidade científica, tendo sido objecto de várias comunicações e comentários. Charles Darwin escreveu uma carta sobre o assunto.
Uma história muito semelhante ocorreria em 1831, quando nas águas do Mediterrâneo, a sul da Sicília, uma erupção levou à formação da ilha Ferdinandea, ela também centro de um conflito diplomático que terminou com o desaparecimento da ilha alguns meses depois.
A zona onde ocorreu a erupção tem hoje fundos a cerca de 75 m de profundidade, formando uma elevação que se destaca num talude submarino inclinado para sudoeste, que na zona circundante tem cerca de 350 m de profundidade. A zona continua a libertar um grande volume de gases, visíveis a subir pela coluna de água.